# Український геній Марчук: історії

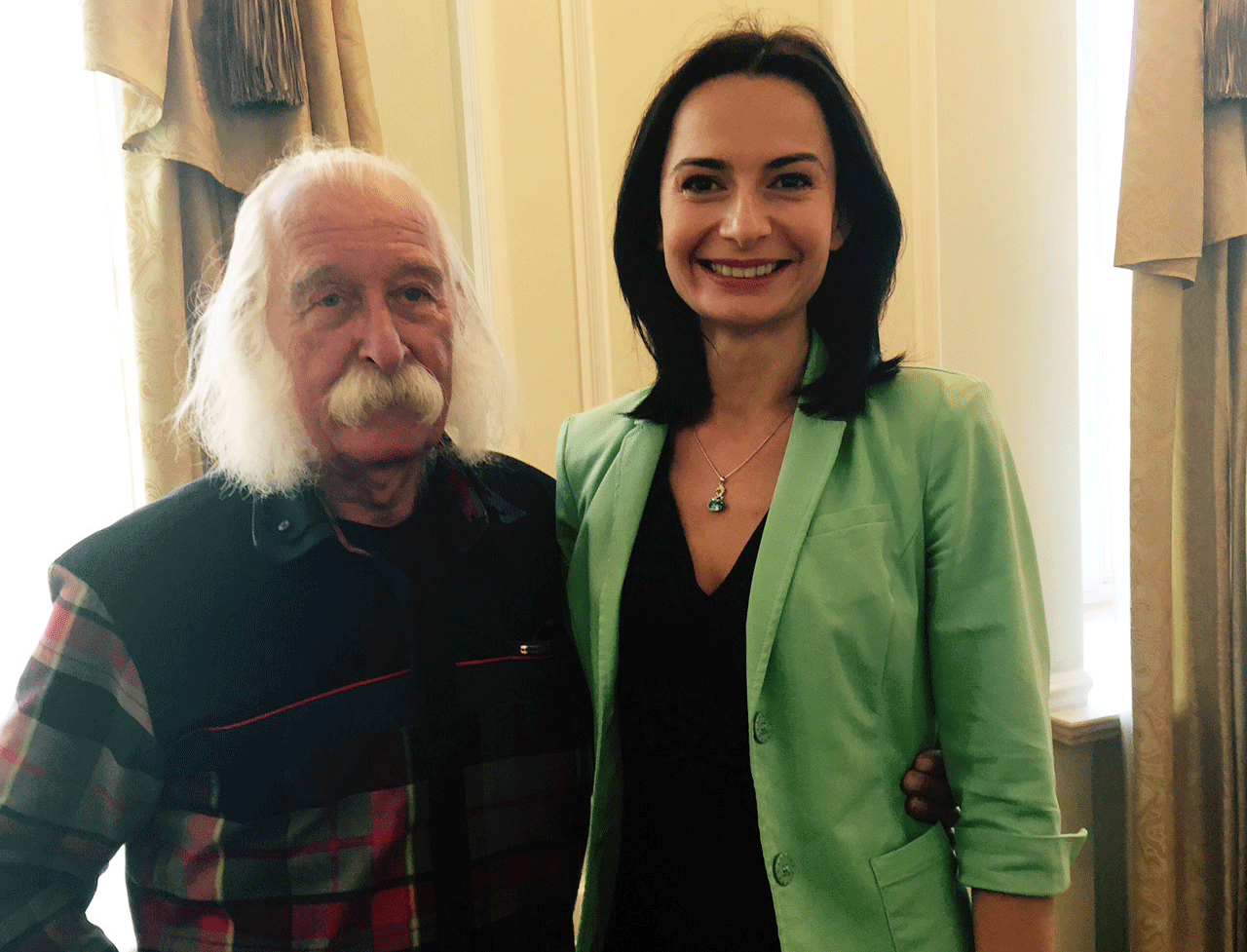
Художник Іван Марчук та автор книги Алла Шоріна

Книга «Український геній Марчук: історії» — видання, яке одночасно є альбомом репродукції видатного українського художника Івана Марчука і в той же час є біографією митця.

## Історія створення
Книга авторства заслуженого журналіста України Алли Шоріної була видана у березні 2016 року видавництвом COOP Media. За словами автора, у книзі вона намагалася показати читачу не лише Марчука як видатного художника сучасності, а й як людину. Для цього автор багато часу провів у спілкуванні з митцем. Сама Шоріна впевнена, що книга буде цікава не лише прихильникам Марчука, а й тим, кого цікавить світосприйняття геніїв сучасності:
|                       | Людина Іван Марчук не менш суперечлива і приваблива, ніж Марчук-живописець. Книга буде цікава широкій аудиторії читачів, але в першу чергу тим, кого цікавить система мислення геніїв |
| — Шоріна_Алла_Юріївна | |

Історії життя митця, опубліковані у книзі, записані автором зі слів самого Марчука.

Всі тексти у книзі подані у вигляді коротких історій про життя та творчий шлях митця та доповнюються картинами художника. Певна частина репродукцій, представлених у книзі, публікується вперше (частина з них находиться у приватних колекціях або у зберегаються у майстерні митця і ніколи раніше не були представлені широкому загалу).

## Технічні дані
Книга у форматі подарункового видання у суперобкладинці вийшла накладом 2000 екземплярів.

Обсяг — 150 сторінок. Формат — 60х90 см.

Усі тексти у книзі представлені двома мовами: українською та англійською.

Репродукції, презентовані у книзі, були спеціально відфотографовані з оригіналів робіт.

## Додаткові посилання
Офіційна сторінка книги «Український геній Марчук: історії» у соціальній мережі Facebook